# Johann Gustav Heckscher
Johann Gustav Wilhelm Moritz Heckscher (* 26. Dezember 1797 in Hamburg; † 7. April 1865 in Wien) war ein deutscher Jurist und Politiker.

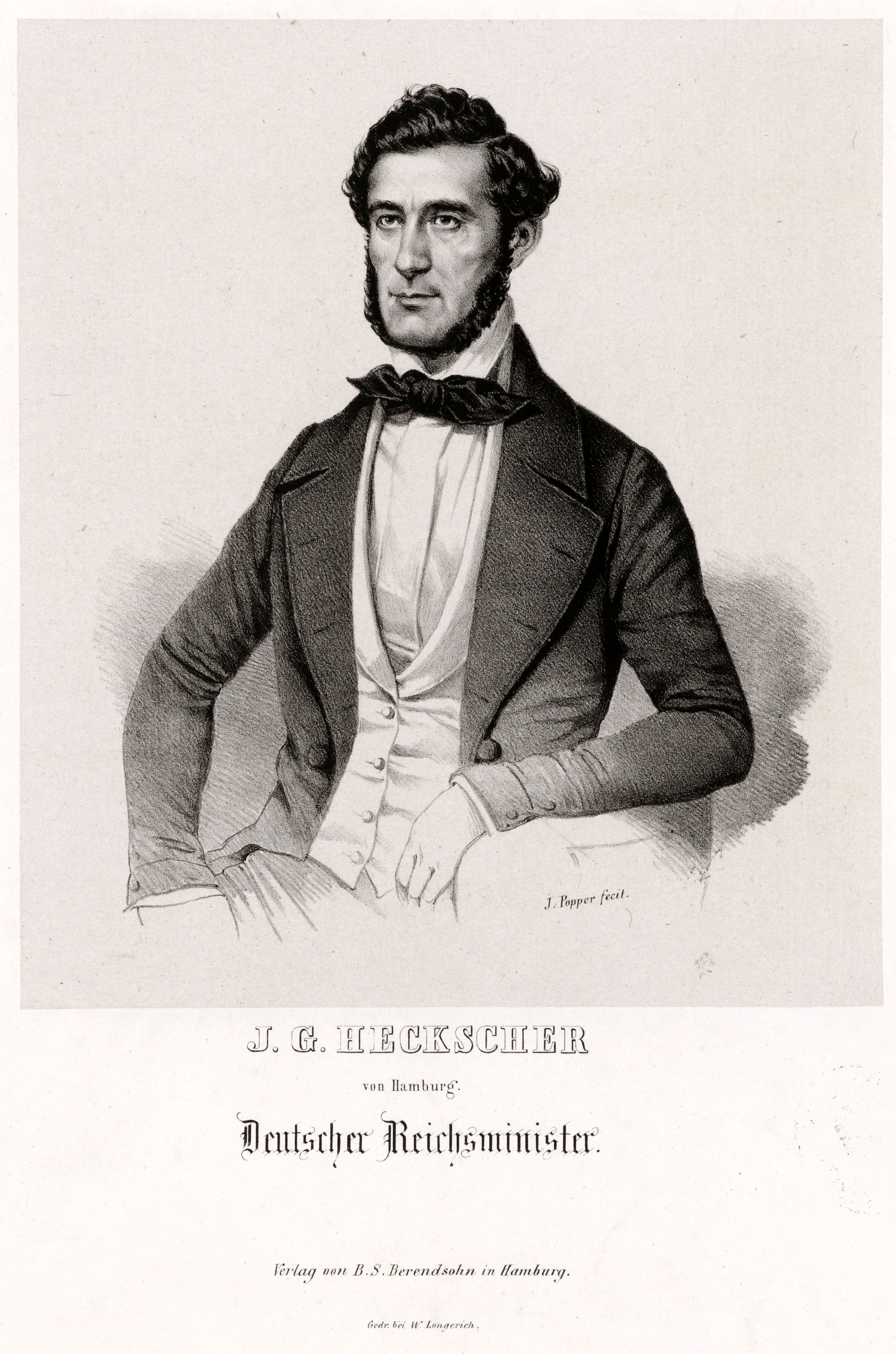
Johann Gustav Heckscher, Lithographie von Isidor Popper (1848)

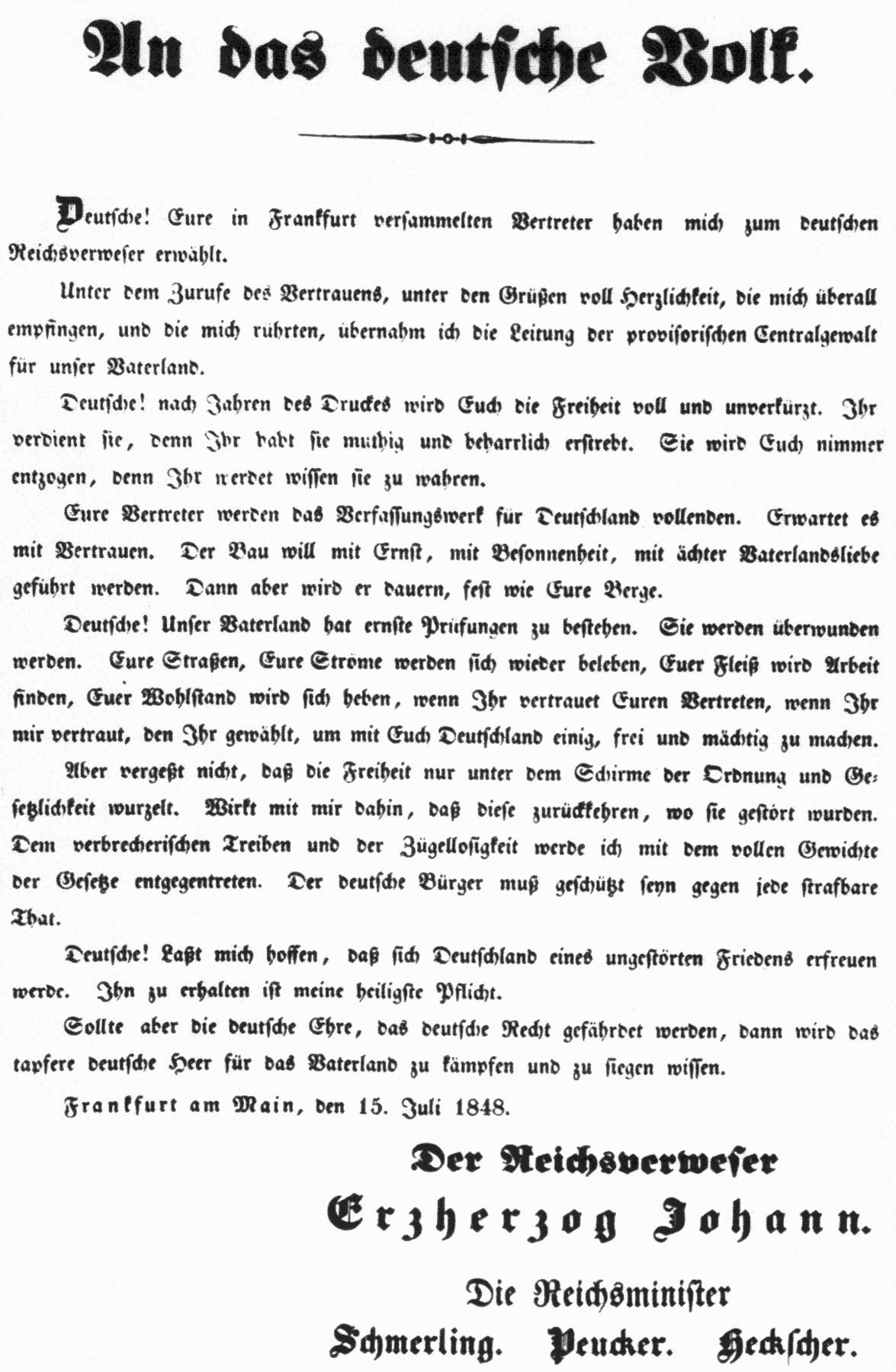
Proklamation des Reichsverwesers mit Unterschrift Heckschers als Justizminister

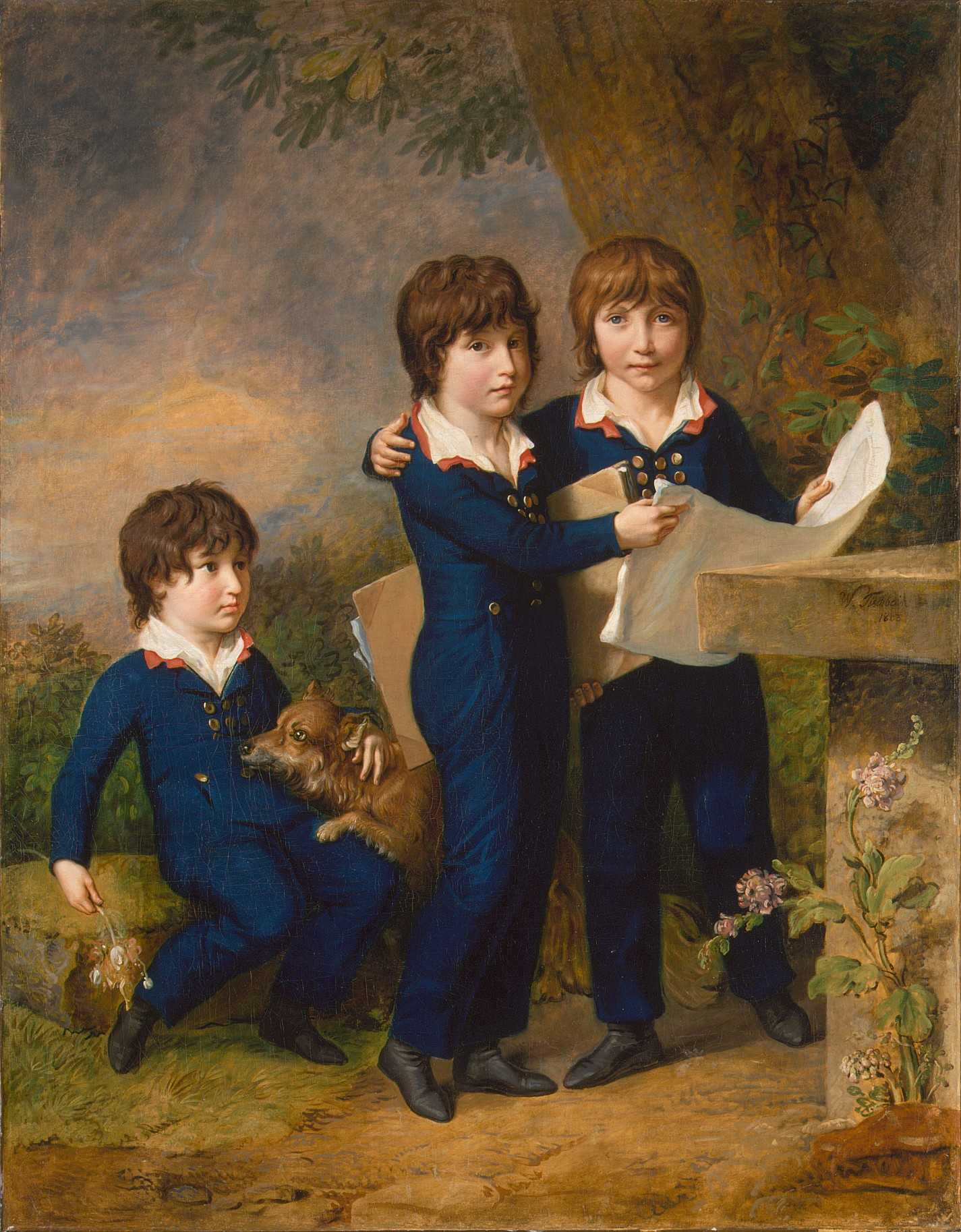
Heckscher in: Die Kinder von Martin Anton Heckscher, von Johann Heinrich Wilhelm Tischbein, 1805

## Biographie
Moritz Heckscher wurde als Sohn eines jüdischen Bankiers geboren. 1808 ließ ihn sein Vater auf den Namen Johann Gustav Wilhelm evangelisch taufen. Er besuchte nach einem Schulaufenthalt in der Erziehungsanstalt Schnepfenthal 1803–1805 später von 1811 bis 1816 die Gelehrtenschule des Johanneums. Als Freiwilliger nahm Heckscher 1815 an den Befreiungskriegen teil. Von 1816 bis 1820 studierte er an den Universitäten Heidelberg und Göttingen Rechtswissenschaften und wurde 1820 in Göttingen promoviert. Während seiner Studienzeit wurde er Mitglied der Alten Göttinger Burschenschaft (1816), der Alten Heidelberger Burschenschaft (1817), war Stifter des Corps Guestphalia Heidelberg (1818) und der Göttinger und Heidelberger Burschenschaft (1818). 1817 war er Teilnehmer am Wartburgfest.
Heckscher wurde am 10. November 1820 in Hamburg als Advokat immatrikuliert. Er bereiste in den folgenden Jahren Italien, Frankreich, England und Russland und blieb in der Regel jeweils fast 2 Jahre in den jeweiligen Ländern. Anschließend arbeitete er bis 1853 als Anwalt in Hamburg, verfasste mehrere politische und juristische Schriften und engagierte sich in seiner Heimatstadt für die Gründung einer Universität und als Präsident der Anwaltsversammlung.
1848 nahm er am Vorparlament teil, war Delegierter im Fünfzigerausschuss und vertrat die Freie und Hansestadt Hamburg vom 18. Mai 1848 bis zum 30. Mai 1849 als Abgeordneter in der Frankfurter Nationalversammlung. Dort vertrat er eine Art der konstitutionellen Monarchie. Er wollte eine starke monarchische Zentralgewalt mit einer Volksvertretung, welche nur auf die Legislative beschränkt ist. Im Juli 1848 hatte er wesentlichen Anteil an der Gründung der Provisorischen Zentralgewalt und war unter anderem Sprecher der Reichsverweserdeputation. Am 15. Juli wurde der zur Casino-Fraktion zählende Heckscher zum ersten Reichsjustizminister der provisorischen Zentralgewalt unter Ministerpräsident Karl zu Leiningen berufen, am 9. August übernahm er zusätzlich das Reichsaußenministerium. Nach dem Rücktritt Leiningens infolge der Ablehnung des Vertrags von Malmö am 5. September 1848 ging er bis zum Jahresende als Gesandter der Zentralgewalt nach Turin und Neapel. Im Dezember 1848 verließ er die Casino-Fraktion und stimmte fortan mit dem föderaler orientierten Pariser Hof. Anfang 1849 bemühte er sich als Delegierter mehrerer Ausschüsse nochmals vergeblich um eine großdeutsche Lösung. Nach Auflösung des Frankfurter Parlamentes, kehrte Heckscher wieder nach Hamburg zurück und war weiterhin als Advokat tätig.
Von 1853 bis zu seinem Tod 1865 war er als hanseatischer Gesandter und hamburgischer Ministerresident in Wien tätig.

## Sonstiges
Heckscher gehörte 1836 zu den Gründern des Hamburger Ruderclubs, seit 1840 war er außerdem Redakteur bei den Hamburger Nachrichten.
1948 wurde die Heckscherstraße in Hamburg-Hoheluft-West nach ihm benannt.

## Bildnisse
- Johann Heinrich Wilhelm Tischbein, 1805, Die Söhnen von Martin Anton Heckscher, Standort an Metropolitan Museum of Art
- Isidor Popper, Lithographie, Blattgr. 39 × 29 cm, Berendsohn, Hamburg, [ca. 1848], (online, Porträtsammlung Staats- und Universitätsbibliothek Hamburg)
- Moritz Daniel Oppenheim, Lithographie, Blattgr. 39 × 30 cm, Jügel, Frankfurt a. M., [ca. 1848], (online, Porträtsammlung Staats- und Universitätsbibliothek Hamburg)
- Anonym, Kreidelithographie, Blattgr. 16,7 × 13,9 cm, [ca. 1848], (online, Deutsche Historische Museum, Inventarnr. Gr 62/41)
- Valentin Schertle, Lithographie, 30,9 × 22,7 cm, Eduard Gustav May, Frankfurt, (ohne Jahr), Universitätsbibliothek Heidelberg, Inventar-Nr. Graph. Slg. P_0804